# Diponegoro
Diponegoro, ou parfois Dipanegara, (né le 11 novembre 1785 à Yogyakarta, Java, mort le 8 janvier 1855 à Makassar, Sulawesi) est un prince javanais qui s'opposa au pouvoir colonial néerlandais pendant la guerre de Java (1825-1830), devenant un héros national Indonésien.

## Biographie

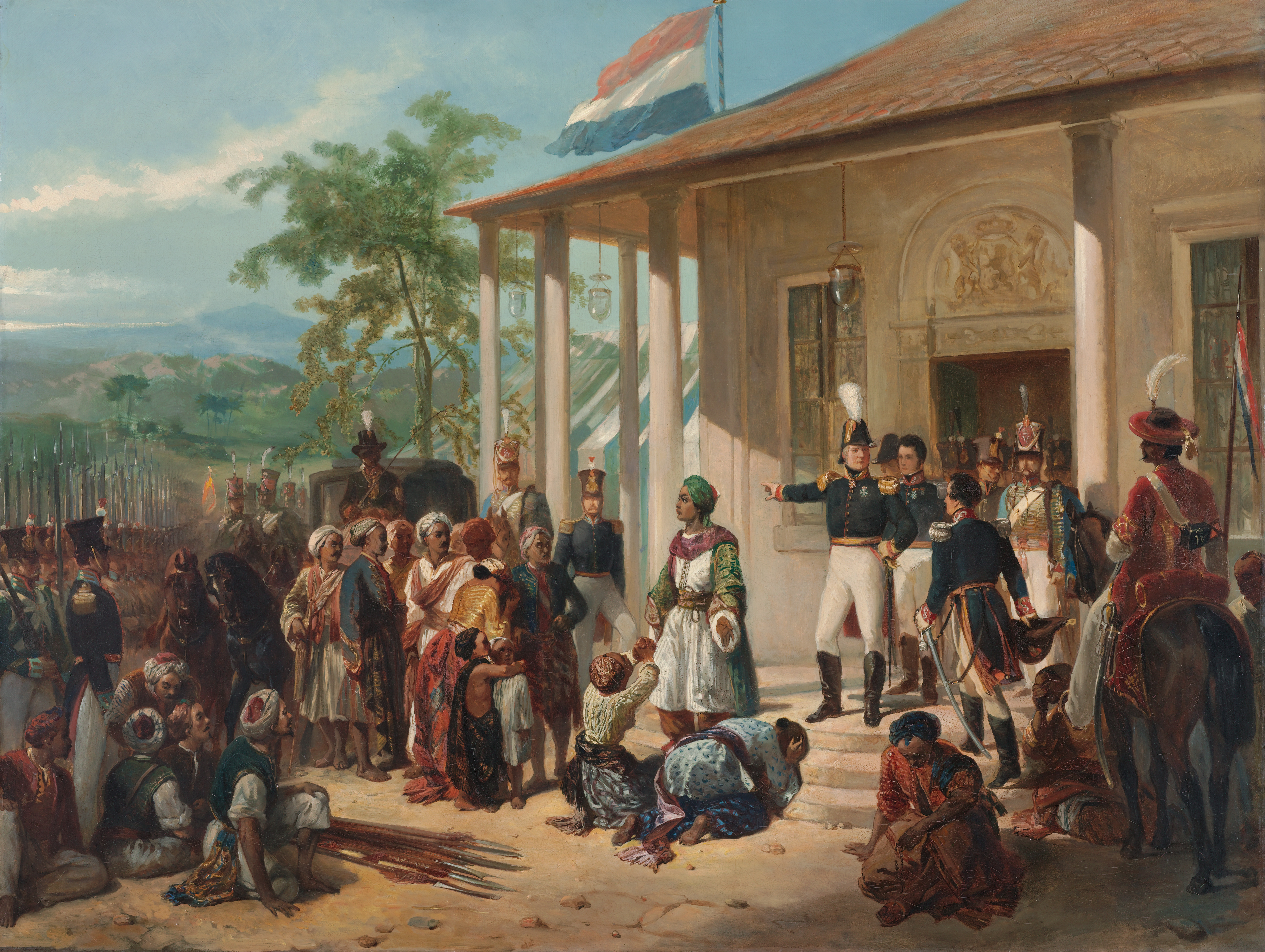
La Soumission du prince Dipo Negoro au général De Kock par Nicolaas Pieneman.

Fils aîné du sultan Hamengkubuwono III, il assiste durant sa jeunesse à la cour de Yogyakarta, à des événements historiques tels que la dissolution de la Compagnie néerlandaise des Indes orientales (1799), l'invasion britannique de Java (en) (1807), et le retour au pouvoir des Néerlandais. Pendant l'invasion britannique, son grand-père, le sultan Hamengkubuwono II, mis à l'écart en 1810 en faveur du père de Diponegoro, profita des perturbations générales pour reprendre le pouvoir. En 1812, cependant, il fut une fois de plus démis exilé hors de Java par les forces britanniques. Durant ces temps troublés, Diponegoro, conseiller de son père, avait apparemment collaboré avec les forces britanniques à tel point que Stamford Raffles lui offrit le titre de sultan, ce qu'il refusa, peut-être en raison du fait que son père régnait encore.
Après la mort du sultan Hamengkubuwono III en 1815, il sera d'abord écarté deux fois de suite de la succession au trône. La préférence sera donnée à son demi-frère cadet, Hamengkubuwono IV (r. 1814-1821), soutenu par les Néerlandais malgré la volonté exprimée par son père, que Diponegoro soit le prochain sultan. Musulman fervent, Diponegoro était inquiet du relâchement des mœurs à la cour de son demi-frère, contrastant tant avec sa propre ascèse religieuse, qu'avec la politique pro-néerlandaise de son demi-frère.
En 1822, Hamengkubuwono IV meurt dans des circonstances mystérieuses, ne laissant comme héritier qu'un petit garçon d'un an, nommé sultan sous le nom de Hamengkubuwono V, sous tutelle des hollandais, alors que Diponogoro était le Ratu Adil, le souverain de droit pressenti selon le Pralembang Jayabaya. Par ailleurs, la domination coloniale néerlandaise devint de plus en plus impopulaire parmi les agriculteurs en raison des hausses d'impôts, des mauvaises récoltes et parmi la noblesse javanaise, privée de son droit à mettre ses terres sous métayage. L'éruption du mont Merapi le 29 décembre 1822, la famine qui s'ensuivit, et l'arrivée de la première pandémie de choléra (en) en 1824 forgèrent un terreau fertile pour la cause de Diponegoro. Ce dernier déclencha une guérilla contre les autorités coloniales, entrée dans l'histoire sous le nom de Perang Diponegoro ou guerre de Java.
Bien qu'il prît d'abord le dessus, il perdit peu à peu le soutien de ses pairs et fut banni sur l'île de Sulawesi en 1830, d'abord à Manado puis finalement à Makassar, où il mourut en 1855.

## Postérité
Dans les années 1930, Soekarno se réfère à Diponegoro comme l'un des « trois amis héroïques » (pahlawan tiga-sekawan) aux côtés de l'imam Bonjol (en) et de Teuku Umar (en). 
Le 8 janvier 1955, une cérémonie commémorant le 100e anniversaire de sa mort est organisé au palais d'État (en), le lieu même où le général de Kock avait présenté un plan pour réprimer son insurrection. 
Le 6 novembre 1973, il est fait héros national d'Indonésie, par décret du président Soeharto, en même temps que d'autres figures historiques de la lutte contre le colonialisme néerlandais (Hasanuddin, Pattimura, Tuanku Imam Bonjol, Teungku Chik di Tiro (en) et Teuku Umar). 
Le 21 juin 2013, La Chronique de Diponegoro (id) (un manuscrit biographique supposément rédigé de sa main lors de son exil) est inscrite au registre international Mémoire du monde de l'UNESCO.
Le 3 mars 2020, la ministre de la Culture des Pays-Bas remet à l'ambassadeur indonésien présent dans le pays un kriss qui aurait appartenu à Diponegoro. L'artefact, dont l'authenticité est remise en question par les experts, est aujourd'hui exposé au Musée national d'Indonésie.
Un district militaire de l'armée de terre indonésienne, deux navires de la marine indonésienne, une université (en), un stade (en), un musée (en) et plusieurs rues portent aujourd'hui son nom. 